# Marie-Louise Lefèvre-Deumier
Pour les articles homonymes, voir Lefèvre-Deumier.
Azalaïs Marie-Louise Lefèvre-Deumier, dite Marie-Louise Lefèvre-Deumier, née Roulleaux-Dugage, le 21 novembre 1812 à Argentan et morte à Paris le 3 avril 1877 est une sculptrice et journaliste française.

## Biographie
Sœur de Charles Henri Roulleaux-Dugage (1802-1870), Marie-Louise Roulleaux-Dugage épouse, en février 1836, l’écrivain et poète Jules Lefèvre-Deumier, avec qui elle aura deux fils : Maxime, en 1837, et Lazare Eusèbe, en 1841.
Après avoir étudié la sculpture comme art d’agrément, elle débute au Salon de 1850, sous son nom de femme mariée, en exposant un Buste de femme et un Jeune Berger sur l’île de Procida.
Elle continue ses envois, accueillis de la presse avec une faveur marquée. Elle obtient une médaille de 3e classe en 1853 pour les bustes en marbre de son fils Maxime et de l’archevêque de Paris, Mgr Sibour, et une mention honorable en 1855 à l’Exposition universelle de Paris. Au Salon de 1852, elle présente un buste de l’empereur Napoléon III dont la copie, à la suite d'un décret impérial, sera ensuite déposé dans toutes les communes de France.
En 1861, elle accède à une commande publique, pour la statue de La Nymphe Glycera, située dans la Cour carrée du palais du Louvre ; elle est ainsi une des très rares femmes — dont la sculptrice Hélène Bertaux —, à avoir reçu une commande de décor sculpté pour ce palais.
En parallèle, elle coopère, vers la fin de 1855, au journal Le Travail universel sous le nom de plume de « Jean de Sologne ».
Ayant connu des difficultés financières, à la suite de la mort de son mari en 1857, elle s’installe en 1863 aux Pays-Bas, où elle travaille pour la famille royale, avant d’arrêter la sculpture après 1870 et de revenir à Paris, où elle meurt le 3 avril 1877.

## Œuvres
- Jeune pâtre de l'île de Procida, 1850, localisation inconnue.
- Buste de Napoléon III, 1851, fonte, musée des Beaux-Arts de Bordeaux.
- Buste officiel du Prince-Président, Salon de 1852.
- Buste de Napoléon Ier en Hermès, vers 1852, fonte, musée des Beaux-Arts de Bordeaux.
- Buste de Mgr Sibour, 1853, localisation inconnue.
- Portrait du fils de l’auteur, exposé en 1853 et 1855, localisation inconnue.
- Matrone romaine, 1857, localisation inconnue.
- Buste du Général Paixhans, 1857, localisation inconnue.
- L'Impératrice Eugénie agenouillée le jour de son mariage à Notre-Dame de Paris, plâtre, 1853, musée national du château de Compiègne. Un autre exemplaire est conservé à Nice au musée Masséna.
- Buste d'Alfred Busquet, 1859, localisation inconnue.
- La Nymphe Glycéra ou La Couronne de fleurs, 1861, Paris, palais du Louvre, Cour carrée.
- La Princesse Clotilde, médaillon, 1868, localisation inconnue.
- Buste d'Alphonse de Lamartine, 1869, localisation inconnue.
- Virgile enfant, statue, localisation inconnue.
- Statuette de Marie-Sophie, reine de Naples, en pied, avec manteau et chapeau, plâtre, Chantilly, musée Condé.
- Le Pape Pie IX, localisation inconnue.
- Portrait de sa majesté l'impératrice Eugénie, marbre, musée des Beaux-Arts de Marseille.

Œuvres de Marie-Louise Lefèvre-Deumier
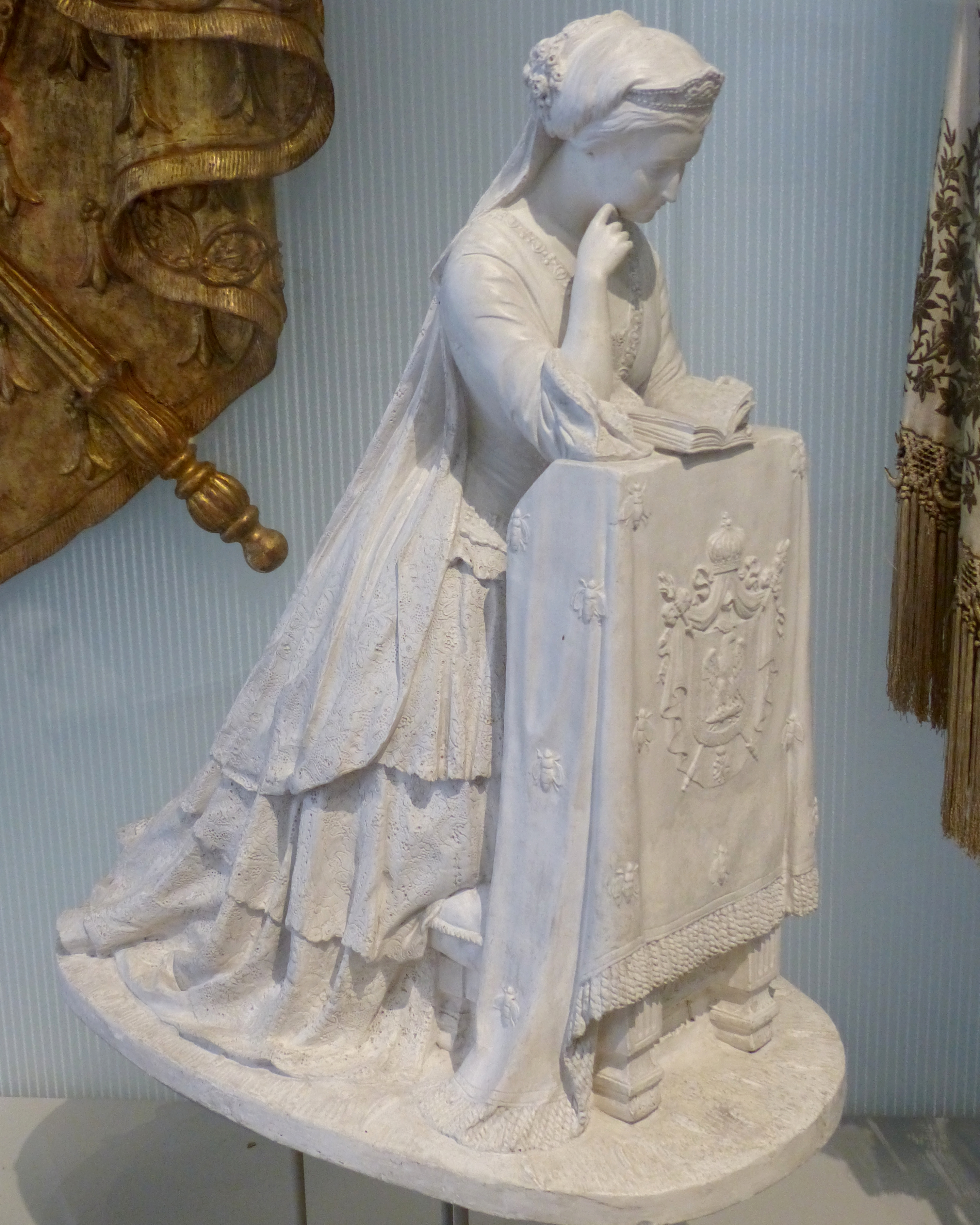
L'Impératrice Eugénie agenouillée le jour de son mariage à Notre-Dame de Paris (1853), plâtre, Nice, musée Masséna.
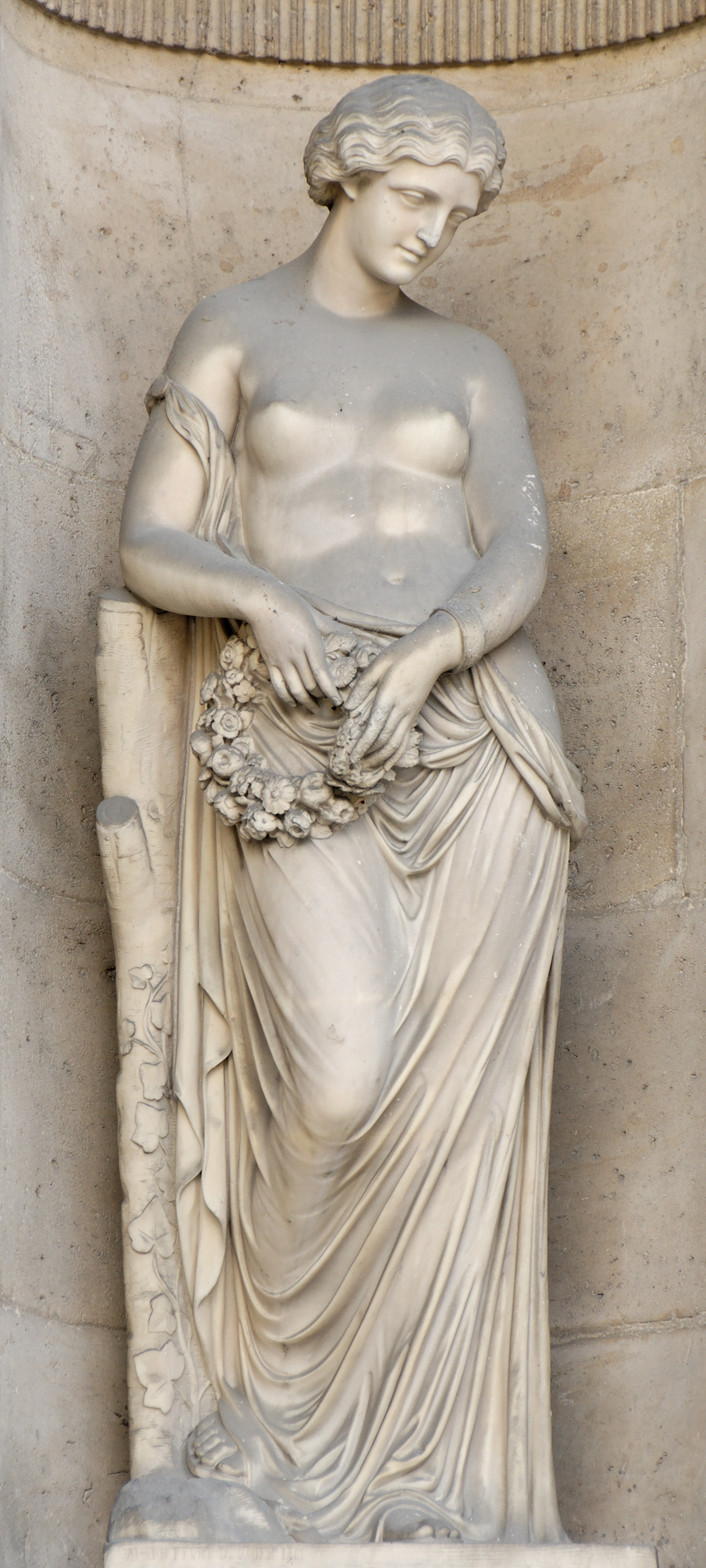
La Nymphe Glycera (1861), Paris, palais du Louvre, Cour carrée.
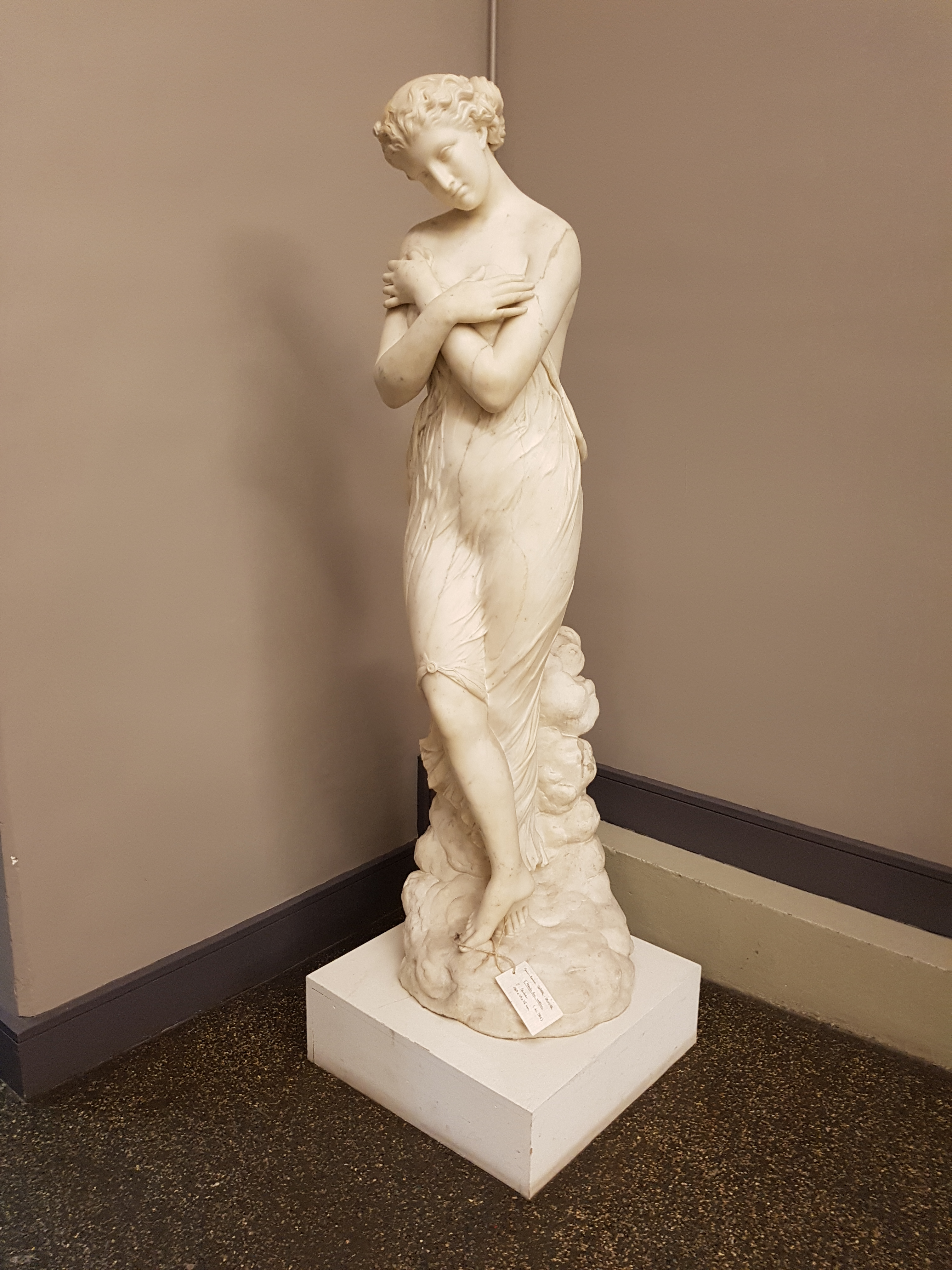
L'Étoile du matin (avant 1863), marbre, musée des Beaux-Arts de Rouen.